# Postcode Loterij Recordshow
De Postcode Loterij Recordshow is een Nederlandse spelshow die van 1995 t/m 1998 door RTL 4 in samenwerking met de Postcodeloterij werd uitgezonden. Ook de Sponsor Loterij heeft het programma een tijdje gesponsord.
In het programma mochten telkens drie kandidaten proberen een record neer te zetten. Per uitzending werden telkens vier records neergezet. Twee records werden in de studio gespeeld en de overige twee werden buiten op locatie gespeeld. De spellen konden van alles inhouden zoals een hondenparcours, een jeepsafari, bierkratstapelen enz. Degene die de snelste tijd/langste afstand of wat dan ook wist neer te zetten won 1000 gulden. Elke keer ging er ook 1000 gulden in de kluis. Werd een record door niemand verbroken, dan ging er 2000 gulden in de kluis. Degene die het record al had staan mocht dan wel terugkomen maar won geen 1000 gulden. De kandidaat die won mocht terugkomen in de volgende uitzending. Meestal won na vier edities van een record de uiteindelijke recordhouder de inhoud van de kluis. Ook kon het gebeuren dat er voor een record niemand was te vinden die het record zou kunnen breken. In dat geval kreeg de huidige recordhouder meteen de inhoud van de kluis. Dit werd indien van toepassing in de studio meegedeeld. Het betreffende record kwam dan ook niet meer terug. 
Wie een record wilde neerzetten of een bestaand record wilde proberen te breken kon zich hiervoor aanmelden door te bellen naar een speciaal telefoonnummer dat hiervoor werd meegedeeld.
Ook het publiek kon prijzen winnen. Uit het hele publiek werden drie kandidaten geselecteerd en deze moesten telkens raden welke persoon het record zou winnen. Ook hier kon 1000 gulden mee gewonnen worden. De publiekskandidaten mochten tijdens de show ook de getallen trekken van de loterij. Deze getallen leverden de kandidaten ook weer een geldbedrag op. Daarnaast konden de kandidaten ook nog drie extra prijzen en een reis winnen. Degene met het hoogste bedrag kon uiteindelijk ook nog een auto winnen. Deze auto kon ook worden gewonnen door iemand uit het publiek, die achter de bol stond waarin een miniatuurversie van de auto zat. De kandidaat won de auto als hij/zij ook achter deze bol ging staan. Later moest voor de auto door vier mensen uit het publiek twee keer een getal worden gedrukt, waarbij degene met de hoogste totaalscore de auto won. Hierbij gold dat de kandidaat met het hoogste bedrag na de records ook een auto won als hij/zij op dezelfde plek stond als degene met de hoogste score. Tijdens de show vond ook de straatprijs plaats, toen nog met Reinout Oerlemans, en werden ook filmpjes van vele goede doelen getoond. Dit werd gedaan in het "Goededoelenjournaal" dat eveneens door Reinout Oerlemans werd gepresenteerd. De laatste uitzending was op 27 december 1998. De presentatie was in handen van Martijn Krabbé.